# Leperina procera
Leperina procera is een keversoort uit de familie schorsknaagkevers (Trogossitidae). De wetenschappelijke naam van de soort werd in 1858 gepubliceerd door Ernst Gustav Kraatz.